# Ankertsjerke
De Ankertsjerke is een kerkgebouw in Oudega in de gemeente Súdwest-Fryslân in de Nederlandse provincie Friesland. Het kerkgebouw is een rijksmonument.

## Beschrijving
De zaalkerk werd in 1755 gebouwd naar plannen van Jelte Eeltjes naast de ingebouwde middeleeuwse zadeldaktoren. In 1869 werd de kerk verbouwd. De oostzijde met een driezijdig gesloten koor en de westzijde met een geveltoren. In de toren hangt een luidklok (1623) van klokkengieters Franciscus Simon en Andreas Obertin.
Het interieur wordt gedekt door een tongewelf. De preekstoel uit 1755 is mogelijk gemaakt door Eite Tjebbes. In 1962 zijn het doophek (1869) en de banken (1759) verwijderd en vervangen. Het doopvont is gemaakt door Jan van Luyn. Het door Ype Staak gemaakte gebrandschilderd glas uit 1756 werd in 1868 verwijderd en in 1988 herplaatst. Het orgel uit 1874 is gebouwd door L. van Dam en Zonen. De kerk werd in 1956 en in 2014 gerestaureerd.

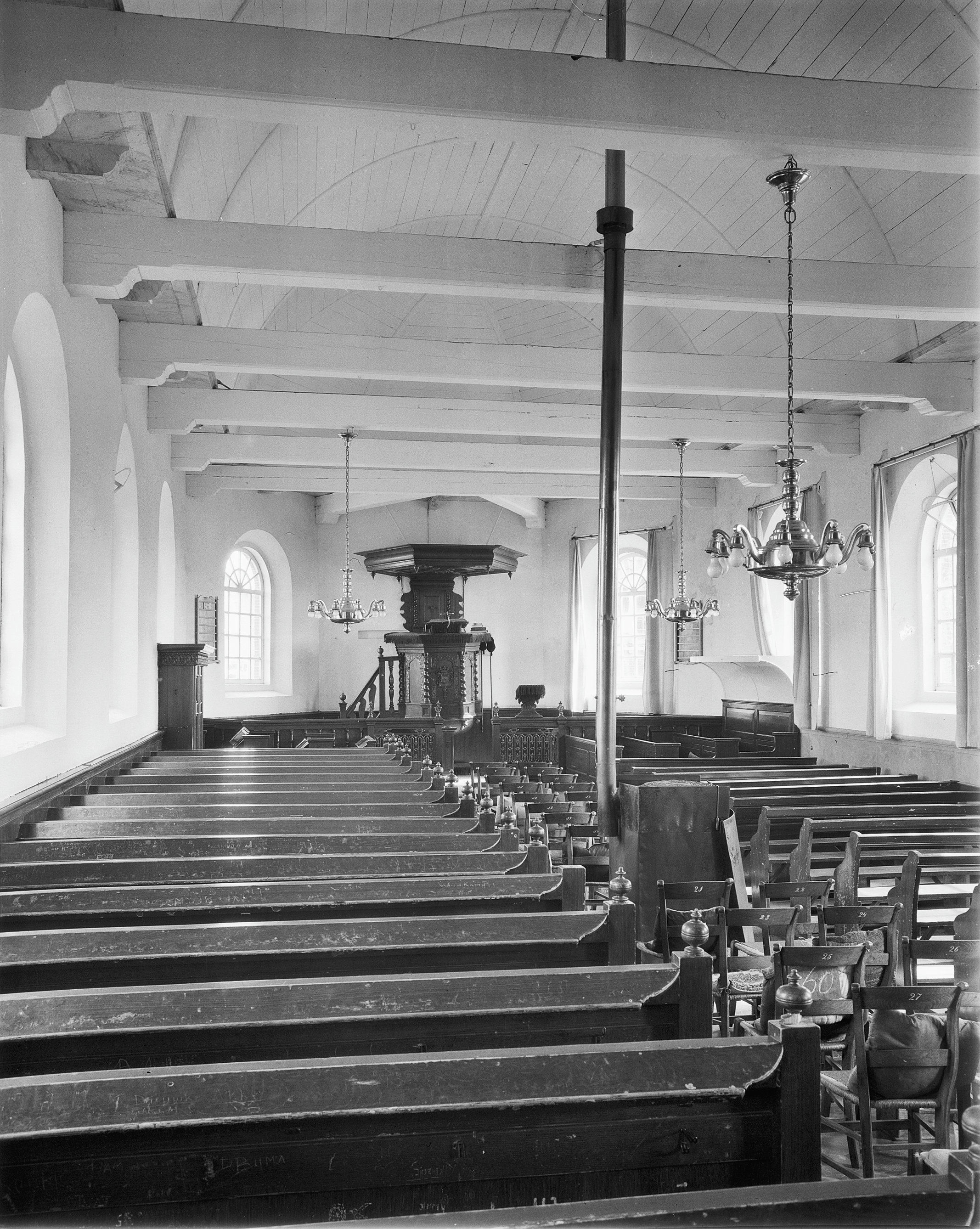
Interieur (1959)
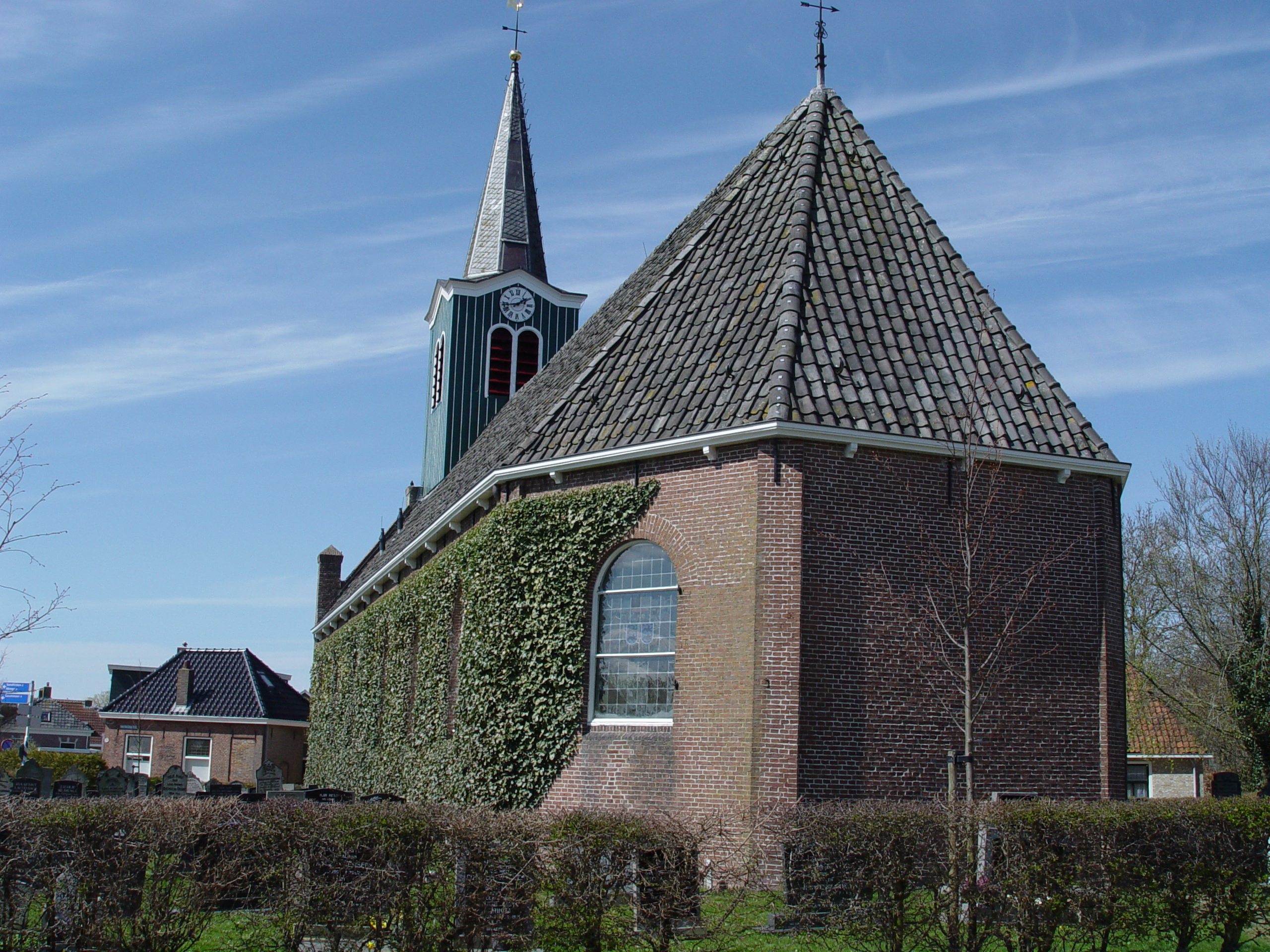
kerk in 2009